# 各年のマルタの一覧

マルタの国旗

各年のマルタの一覧（かくねんのマルタのいちらん）は、マルタの各年ごとの記事の一覧。この一覧ではマルタの各年ごとの記事の他、各世紀と各年代、マルタの各分野における各年ごとの記事についても取り扱う。

## 一覧

### 21世紀
- 2010年代
  - 2012年のマルタ 2013年のマルタ（英語版） 2014年のマルタ（英語版）
  - 2015年のマルタ（英語版） 2016年のマルタ（英語版） 2017年のマルタ（英語版） 2018年のマルタ（英語版） 2019年のマルタ（英語版）
- 2020年代
  - 2020年のマルタ（英語版）